# Маразли
Маразли — род греческих негоциантов, наживший большие капиталы в Одессе XIX века, куда переместился из Пловдива в 1803 году. В 1880-е гг. один из Маразли, гусар, имел триста тысяч годового дохода. Легенда о том, что их предком был «корсар в отставке, Морали», упоминаемый в «Евгении Онегине», не имеет под собой основания.
Определением Правительствующего сената 12 мая 1875 г. утверждено решение Херсонского дворянского депутатского собрания о признании действительного статского советника Г. Г. Маразли по настоящему его чину в потомственном дворянском достоинстве и внесении в третью часть дворянской родословной книги.
Высочайше утверждённым, 10 декабря 1908 года, положением Первого Департамента Государственного Совета барону Г. В. Фредериксу (1890—1927) разрешено принять фамилию и герб учредителя заповедного имения тайного советника Григория Маразли и именоваться впредь бароном Фредериксом-Маразли.

## Описание герба
В рассечённом чернью с золотом щите, на червлёной волнообразной оконечности, круглая зубчатая башня с открытыми воротами и двумя окнами, увенчанная полумесяцем, концами вверх, сопровождаемая, по бокам, двумя греческими крестами, все переменными финифтью и металлом.
Щит украшен дворянским коронованным шлемом. Нашлемник — пять чёрных страусовых перьев, обременённых золотою о шести лучах звездою. Намёт — чёрный с золотом. Щитодержатели — два зелёных дракона с червлёными головами, крыльями и хвостами и золотыми глазами и языками. Девиз: «Честь паче почести», золотыми буквами на чёрной ленте.